# Maria de Waldeck-Pyrmont

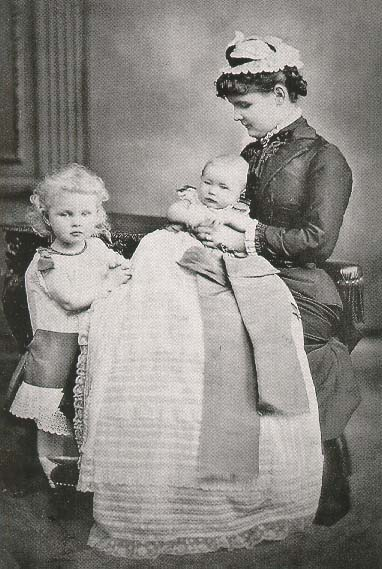
La princesa Maria de Waldeck-Pyrmont, princesa hereva de Württemberg

Maria de Waldeck-Pyrmont, princesa hereva de Württemberg (Arolsen, Hessen, 1857 - Ludwigsburg 1882) va ser una princesa de Waldeck-Pyrmont amb el tractament d'altesa sereníssima que contragué matrimoni en el si de la casa reial de Württemberg.
Nada el dia 23 de maig de l'any 1857 a la ciutat d'Arolsen, capital del principat de Waldeck-Pyrmont, filla del príncep Jordi Víctor I de Waldexk-Pyrmont i de la princesa Helena de Nassau, Maria era neta per via paterna del príncep Jordi II de Waldeck-Pyrmont i de la princesa Emma d'Anhalt-Bernburg-Schaumburg-Hoym mentre que per via materna era neta del duc Guillem de Nassau i de la duquessa Paulina de Württemberg.
El dia 15 de febrer de l'any 1877 es casà a Arolsen amb el príncep hereu i futur rei Guillem II de Württemberg, fill del príncep Frederic Carles de Württemberg i de la princesa Caterina de Württemberg. La parella tingué dos fills:
- SAR la princesa Paulina de Württemberg, nada a Stuttgart el 1877 i morta a Ludwigsburg el 1865. Es casà el 1898 a Stuttgart amb el príncep Frederic de Wied.

- SAR el príncep Ulric de Württemberg, nat a Stuttgart el 1880 i mort pocs dies després a la mateixa ciutat.

La princesa Maria era germana de la princesa Emma de Waldeck-Pyrmont, esposa del rei Guillem III dels Països Baixos, i de la princesa Helena de Waldeck-Pyrmont, esposa del príncep Leopold del Regne Unit, duc d'Albany.
Maria moria el dia 30 d'abril de l'any 1882 a una vil·la propera la centre industrial de Ludwigsburg sense haver pogut assegurar la continuïtat dinàstica al tron d'aquest meridional regne d'Alemanya.